# Divisões administrativas em 1945
Nesta página encontrará referências aos acontecimentos directamente relacionados com a regiões administrativas ocorridos durante o ano de 1945.

## Eventos
- 17 de Agosto - Declarada Independência da Indonésia mas só é reconhecida em 27 de Dezembro de 1949
- 25 de Outubro - Japão entrega Taiwan à República da China.